# أماندا تومسون (كرة سلة)
أماندا تومسون (بالإنجليزية: Amanda Thompson) مواليد 8 نوفمبر 1987 في شيكاغو، هي لاعبة كرة سلة أمريكية. بدأت مسيرتها الاحترافية في سنة 2010. تم اختيارها من قبل فريق تلسا شوك خلال الدرافت. تلعب مع أتلانتا دريم في دوري الاتحاد الوطني لكرة السلة النسائية. وتحمل الرقم 3. لعبت أيضا مع تلسا شوك.

## روابط خارجية
- أماندا تومسون على موقع الاتحاد الوطني لكرة السلة النسائية (الإنجليزية)
- أماندا تومسون على موقع كرة السلة الأوروبية.كوم (الإنجليزية)
- أماندا تومسون على موقع كلية كرة السلة في سبورتس رفرنس.كوم (الإنجليزية)
- أماندا تومسون على موقع بروبوليرز (الإنجليزية)
- أماندا تومسون على موقع سبورتس رفرنس (الإنجليزية)